# Hikounin Sentai Akibaranger
Hikounin Sentai Akibaranger (非公認戦隊アキバレンジャー Hikōnin Sentai Akibarenjā, "Phi công nhận Chiến đội Akibaranger") là một chương trình tokusatsu hài trong series Super Sentai, tuy nhiên, đây không phải là một chương trình chính thức. Nội dung của chương trình chủ yếu là hài hước, dành cho những người lớn từng hâm mộ Super Sentai khi còn nhỏ. Akibaranger bắt đầu phát sóng trên BS Asahi từ 6 tháng 4 năm 2012, và Tokyo MX từ 9 tháng 4, 2012.

## Cốt truyện
"Một thiên đường nhỏ giữa biển của những tòa nhà chọc trời: Akihabara Ở đó chúng ta tìm thấy ba chiến binh tin rằng họ có thể chiến đấu với những trận chiến tồn tại hoàn toàn trong đầu họ... Hikonin Sentai Akibaranger!"
Akibaranger kể câu chuyện về ba người tham gia một câu lạc bộ otaku và sống trong "Akihabara" Electric-Town mới. Họ phải chiến đấu với một thế lực độc ác bí ẩn đã thề sẽ chinh phục trái đất với những thiết bị tân tiến được tạo bởi một nhà khoa học thiên tài. Tuy nhiên, mục tiêu cuối cùng của Akibarangers là trở thành một đội "sentai" chính thức.
Căn cứ / nơi ẩn náu bí mật của Akibaranger là một "Sentai Cafe", một phiên bản Super Sentai của các quán cà phê phổ biến ở Nhật.

## Nhân vật
- Akagi Nobuo (赤木 信夫?) -  Akiba Red (アキバレッド Akibareddo?)
- Aoyagi Mitsuki (青柳 美月?) -  Akiba Blue (アキバブルー Akibaburū?)
- Moegi Yumeria (萌黄 ゆめりあ?) -  Akiba Yellow (アキバイエロー Akibaierō?)

## Tập phim
Có tổng cộng 14 tập phim:
1. Lameness is Power
2. Lame Spirits Return! Call Forth a Crimson Full Blast of Delusion!
3. Lame! Drunken Hero Adventure!
4. Forbidden Delusion! The Lame Blue Corruption!
5. Laaaaaame! ☆ Yellow Mama
6. Soar, Master! A Lame Trap at the Delusional Studio!
7. Race Deludedly, Itashar! Break Your Limits!
8. Bonds of Lame Training! A Fork in the Road to Official-ness!
9. Lame Sentai Disbands
10. The Bitter Curse of Z ― A New Chapter Begins
11. The Replacement is Cool, Not Lame
12. Lame-ale: Farewell, Deluded Sentai
13. Recap! It's Okay to Not be Lame!
14. Akibaranger